# Ctenoplusia gamma
Ctenoplusia gamma är en fjärilsart som beskrevs av Vincenz Kollar. Ctenoplusia gamma ingår i släktet Ctenoplusia och familjen nattflyn. Inga underarter finns listade i Catalogue of Life.